# San Vicente del Caguán
San Vicente del Caguán est une municipalité de Colombie dans le département de Caquetá.